# Symbrenthia marius
Symbrenthia marius är en fjärilsart som beskrevs av Hans Fruhstorfer 1904. Symbrenthia marius ingår i släktet Symbrenthia och familjen praktfjärilar. Inga underarter finns listade i Catalogue of Life.